# Perzsamacska
A perzsamacska az egyik legrégebbi és legismertebb macskafajta, amely leginkább hosszú szőréről és lapos, kerek fejéről ismerhető fel.

## Eredet
A fajta Perzsiából (a mai Iránból) származik, de a török angórával és a brit hosszú szőrűvel való keresztezés miatt a származása tisztázatlan. Európában való megjelenése Pietro Della Valle itáliai utazóhoz köthető. Angliában az 1800-as évek végén, a Harrison Weir által lefektetett fajtastandardok alapján értékelték a perzsamacskákat, és az 1900-as évek elejére minden tenyésztői egyesület elfogadta a fajtát. 

## Megjelenés, személyiség
A kiállításra alkalmas példányok rendkívül hosszú szőrzettel, zömök testtel, rövid lábakkal, rövid farokkal, széles fejjel, egymástól távol álló fülekkel, nagy szemekkel és rövid orral rendelkeznek. Orruk a tenyésztési folyamat során (különösen az Amerikai Egyesült Államokban) extrém módon megrövidült, ami időnként különféle egészségügyi (például légzési) problémákhoz vezetett, a lelkiismeretes tenyésztők körültekintő munkája révén azonban, idővel sikerült kiküszöbölni az effajta rendellenességeket.
Színük és mintázatuk változatos, léteznek kék, cirmos és teknőctarka példányok is. A szőrszálaik végén sötét mintázatot viselő, úgynevezett spriccelt egyedeket csincsillának nevezik. Ez a változat a többi perzsáénál hosszabb orral rendelkezik, de más színváltozathoz tartozó perzsákkal való kereszteződés esetén az orra megrövidül, spriccelt mintázata pedig eltűnik.
Mivel szőrzetük az önálló ápoláshoz túlságosan hosszú és sűrű, a perzsák rendszeres gondozást igényelnek. Bundájukat naponta át kell fésülni vagy kefélni, emellett pedig időnként fürdetésre is szükségük van. Néha a szemeiket is ellenőrizni kell, mivel egyes példányoknál gondot okozhat a tisztán tartásuk.
A fajta egyedei többnyire nyugodt természetű, visszahúzódó, önállóságra törekvő állatok.

## Hasonló fajták
Az Egyesült Államokban himalája néven ismert színes jegyű (colorpoint) perzsákat az 1950-es években tenyésztették ki, ahol rövidesen önálló fajtává is váltak. A himaláját Európában colourpoint vagy colourpoint perzsa néven tartják nyilván.
A dél-afrikai SA Cat Council a csincsillákat „Chinchilla Longhair” néven külön fajtaként regisztrálja.
1967-ben a Cat Fanciers' Association elfogadta az „Exotic Longhair” fajtát, amely küllemében a perzsára emlékeztet, bundája azonban rövidebb, így ápolása is egyszerűbb feladatot jelent. Ezt a fajtát más szervezetek perzsaként tartják számon.
Az Egyesült Államokban az 1970-es években a csincsillából ezüst és arany színű hosszú szőrű macskákat tenyésztettek ki, melyeket Sterlingnek neveztek ek. A Sterlinget a TICA és az ICE önálló fajtaként ismeri el.

## Példák az egyes változatokra

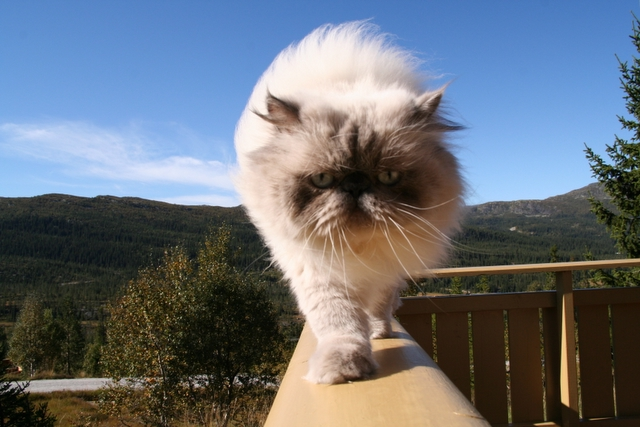
Kék jegyű perzsa
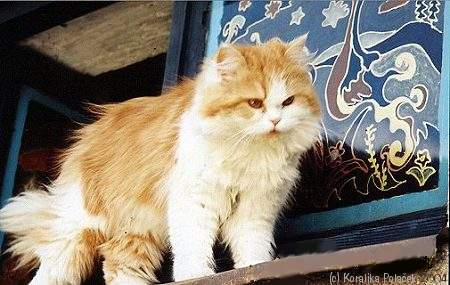
Vörös-fehér perzsa
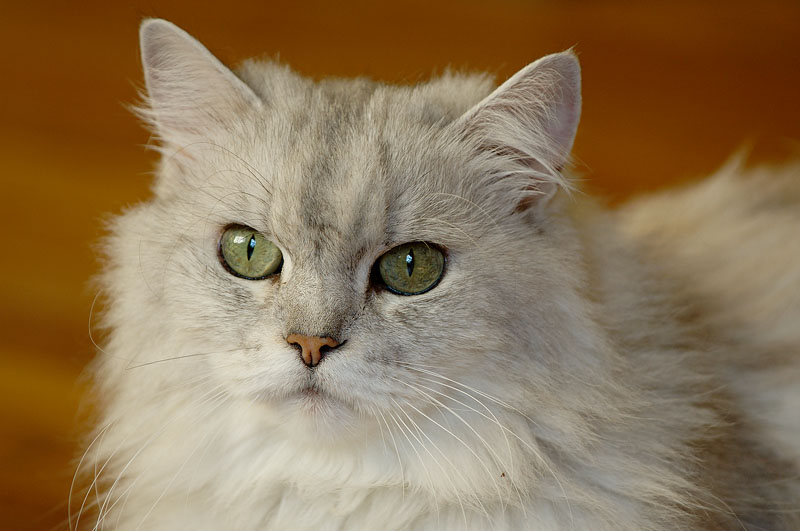
Ezüst csincsilla perzsa
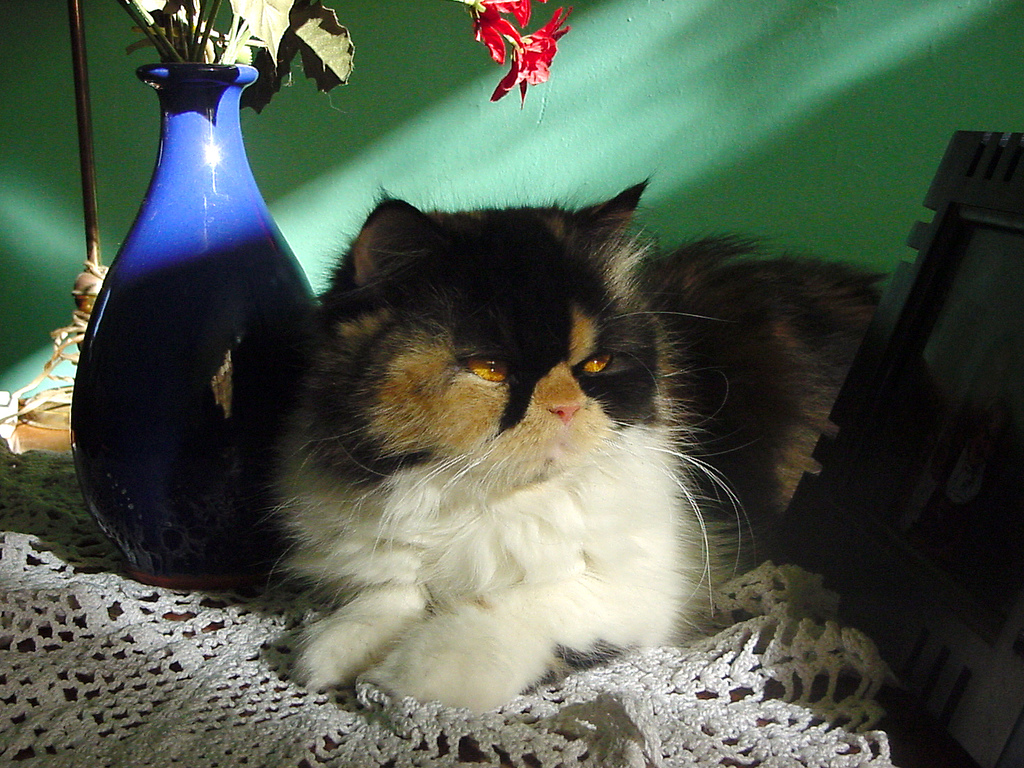
Calico perzsa

### Magyar nyelven
- perzsamacska.lap.hu. (Hozzáférés: 2007. április 20.)
- Bicolor perzsamacska. (Hozzáférés: 2011. július 21.)

### Angol nyelven
- Persian-Cats.com LLC. [2007. április 10-i dátummal az eredetiből archiválva]. (Hozzáférés: 2007. április 20.)
- The Blue Persian Cat Society (founded 1901). (Hozzáférés: 2007. április 20.)
- Cat and Kitten Central's Persian Cat Breed Information Guide. [2007. február 6-i dátummal az eredetiből archiválva]. (Hozzáférés: 2007. április 20.)
- The Persian and Exotic Cat Club. (Hozzáférés: 2007. április 20.)
- Traditional doll face Persian breed description. (Hozzáférés: 2007. április 20.)